# Gwiazda uciekająca

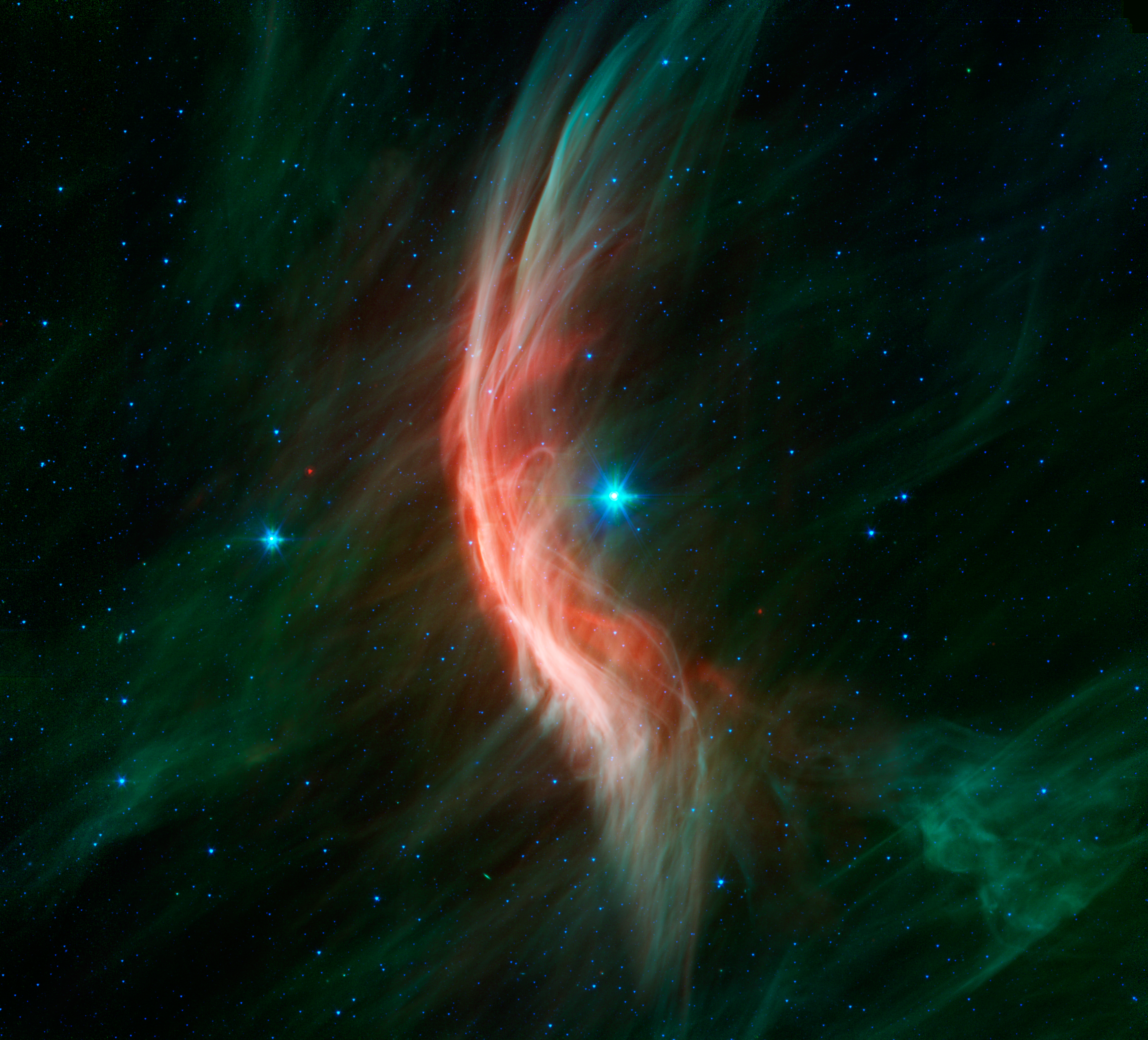
Gwiazda uciekająca zeta Ophiuchi i wywoływaną przez nią fala uderzeniowa w pyle międzygwiazdowym (obraz w podczerwieni z Kosmicznego Teleskopu Spitzera)

Gwiazda uciekająca – gwiazda poruszająca się w kosmosie z dużą prędkością w porównaniu z innymi obiektami w jej sąsiedztwie. 
Zakłada się dwa scenariusze powstawania gwiazd uciekających:
- bliskie spotkanie dwu systemów podwójnych skutkujące rozpadnięciem się, przy czym niektóre gwiazdy wchodzące w jego skład zostają z nich wyrzucone z dużą prędkością,
- wybuch supernowej w systemie wielokrotnym skutkujący nadaniem pozostałym składnikom dużych prędkości.

Przedstawicielami gwiazd uciekających są m.in. AE Aurigae, 53 Arietis i mi Columbae. Wszystkie trzy oddalają się od siebie z prędkościami ponad 100 km/s, dla porównania, Słońce przemieszcza się przez Drogę Mleczną z prędkością orbitalną ∼217 km/s, o ∼20 km/s szybciej w porównaniu z gwiazdami najbliższego sąsiedztwa. Śledząc wstecz ich drogi stwierdzono, że znajdowały się one pierwotnie w obszarze Wielkiej Mgławicy w Orionie.